# Élections municipales françaises de 1929
Les élections municipales se déroulent en France les 5 et 12 mai 1929.

## L'élection dans les grandes villes

### Bobigny
|                     | Liste | Liste                        | Résultats |
| ------------------- | ----- | ---------------------------- | --------- |
| Jean-Marie Clamamus |       | Bloc ouvrier et paysan (PCF) | 76,3 %    |
|                     |       | Liste des droites            | 23.7 %    |

### Le Havre
| Tête de liste                                                       | Tête de liste | Liste   | Premier tour | Sièges |
| Tête de liste                                                       | Tête de liste | Liste   | %            | CM     |
| ------------------------------------------------------------------- | ------------- | ------- | ------------ | ------ |
|                                                                     | Léon Meyer    | PRRRS   | 72,25        | 36     |
| Liste Léon Meyer                                                    |               |         | 72,25        | 36     |
|                                                                     | Henri Gautier | PC-SFIC | 14,40        |        |
| Liste du Bloc Ouvrier et Paysan                                     |               |         | 14,40        |        |
|                                                                     | Jules Vanier  |         | 6,55         |        |
| Liste d'Action Sociale et de Défense des Intérêts des Contribuables |               |         | 6,55         |        |
|                                                                     | Francis Fouré | PRS     | 4,77         |        |
| Liste Républicaine Socialiste                                       |               |         | 4,77         |        |
|                                                                     | Louis Mévrel  | SFIO    | 2,04         |        |
| Liste socialiste                                                    |               |         | 2,04         |        |

### Lille
|                | Liste | Liste | Premier tour | Premier tour | Premier tour | Second tour | Second tour | Second tour |
| Voix           | Liste | Liste | %            |              | Voix         | %           | Sièges      |             |
| -------------- | ----- | ----- | ------------ | ------------ | ------------ | ----------- | ----------- | ----------- |
|                |       | PCF   | 4 487        | 10,74        | Ballotage    | 3 972       | 9,26        |             |
| Roger Salengro |       | SFIO  | 17 314       | 41,46        | Ballotage    | 20 150      | 47,00       | 35          |
|                |       | PRRRS | 1 978        | 4,73         | Fusion       | 20 150      | 47,00       | 35          |
|                |       | AD    | 15 777       | 37,78        | Ballotage    | 18 750      | 43,73       |             |
|                |       | FR    | 2 199        | 5,26         | Fusion       | 18 750      | 43,73       |             |